# Fujizuka

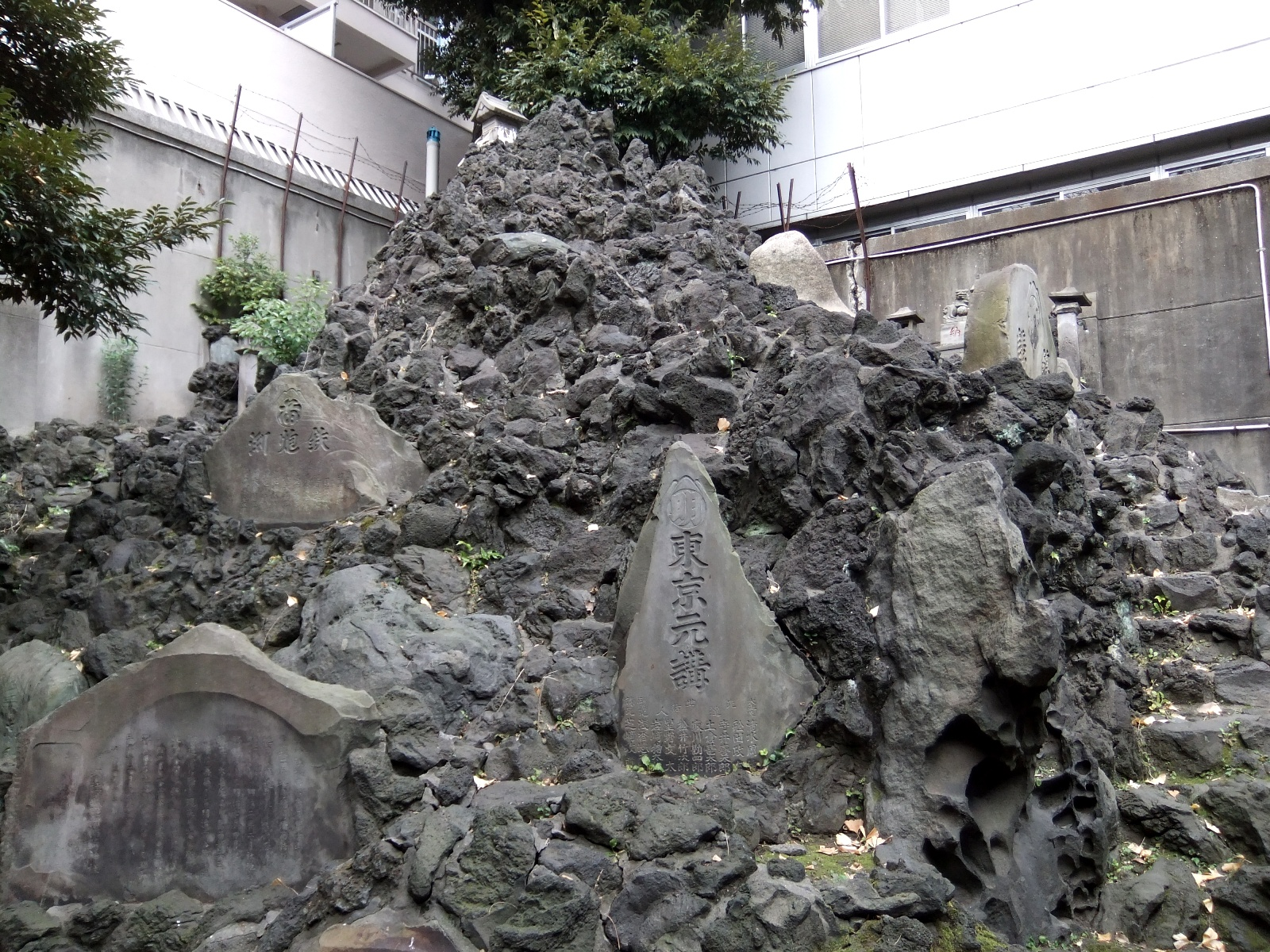
Fujizuka des Teppōzu Inari-Schreins in Chūō

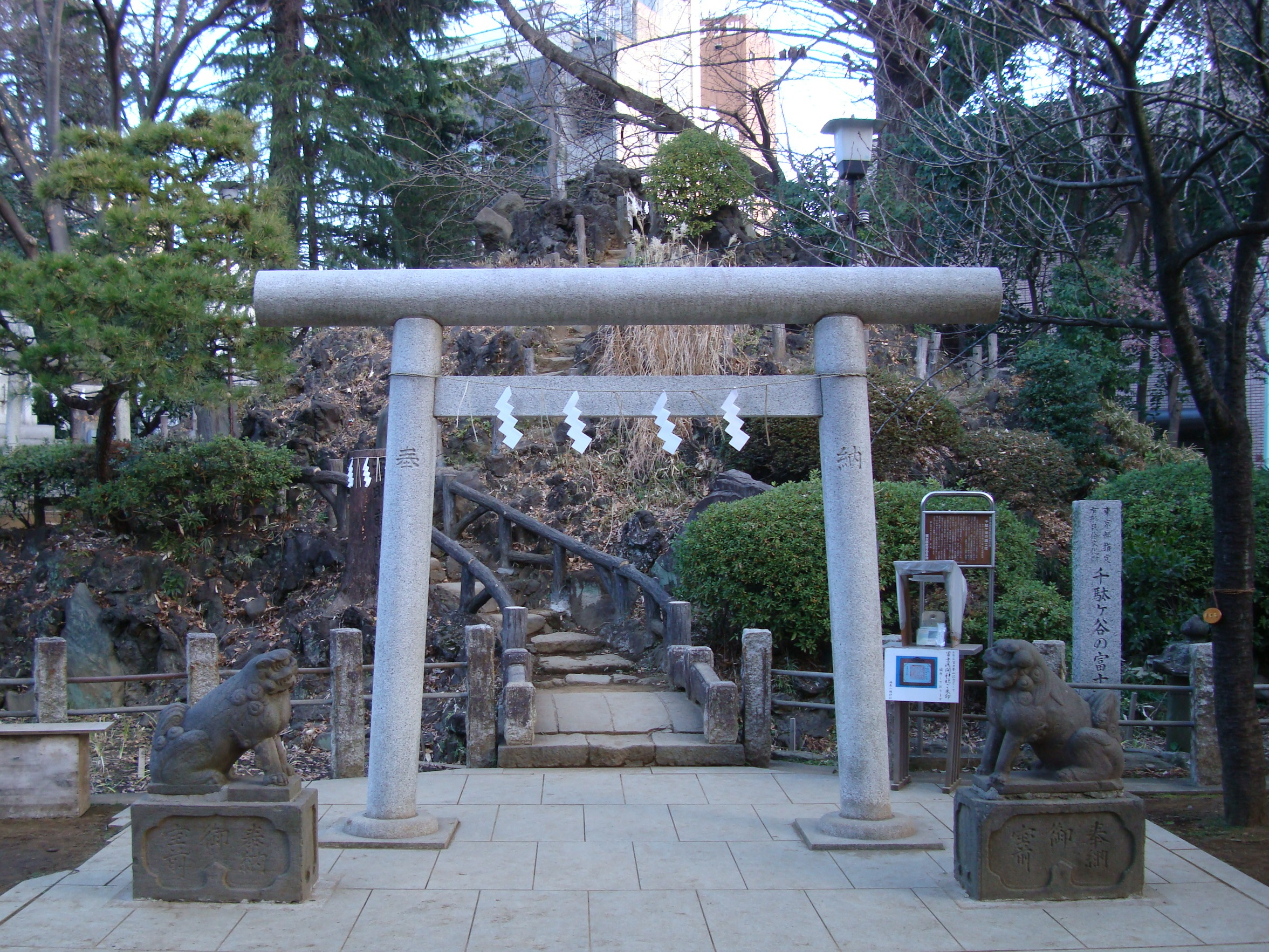
Fujizuka des Hatonomori Hachiman-Schreins in Sendagaya, Shibuya

Fujizuka (jap. 富士塚, dt. „Fujihügel“), selten auch Sengenzuka (浅間塚), bezeichnet Nachahmungen des Berges Fuji im Miniaturformat.
Der Fuji ist bereits seit dem Altertum Verehrungsgegenstand der japanischen Kultur und durch den Buddhismus bzw. insbesondere dem damit verwandten Shugendō-Bergkult Ziel von Bergbesteigungen. Um jedermann eine (symbolische) Pilgerreise auf den Gipfel des Fuji bieten zu können ohne die Beschwerlichkeiten der Anreise oder des Aufstiegs auf 3776 m, errichtete die vom Shugendō beeinflusste, religiöse Gruppierung Fuji-kō während der Edo-Zeit (1603–1867) in und um die Hauptstadt Edo (heute Tokio) Miniaturen des Fuji. Besondere praktische Gründe hatte dies für die Fuji-kō, da am letzten Tag des 6. Monats des japanischen Kalenders jedes Jahr die Besteigungssaison eröffnet (お山開き, oyamabiraki oder 初山, hatsuyama) wurde, und gleichzeitig an diesem Tag dem Fuji seine Ehrerweisung gezeigt wurde, wobei die Gläubigen mit weißer Robe, Pilgerstab und Reinigungsverse rezitierend dazu zu den Fujizuka zogen.
Zum Bau der Fujizuka wurden daher Felsen und Pflanzen vom Fuji verwendet, sowie Erde von dessen Gipfel, die auf die Spitzen der Hügel platziert wurde. Schließlich gab es auf ihrem Höhepunkt mehr als 200 solcher Hügel, von denen heute noch 56 existieren und von denen die letzten in den 1930ern errichtet wurden.
Sie sollten nicht mit den Fujimizaka (富士見坂, „Fujischauhügel“) verwechselt werden, die angelegt wurden, um von ihrem erhöhten Standpunkt aus den Fuji besser erblicken zu können.